# Shigeyoshi Suzuki
Shigeyoshi Suzuki (jap. 鈴木 重義 Suzuki Shigeyoshi; ur. 13 października 1902 w prefekturze Fukushima, zm. 20 grudnia 1971 roku) – japoński piłkarz, reprezentant kraju.

## Kariera klubowa
Grał w klubie Waseda WMW.

## Kariera reprezentacyjna
Karierę reprezentacyjną rozpoczął w 1927 roku. W sumie w reprezentacji wystąpił w dwóch spotkaniach.

## Statystyki
| Reprezentacja Japonii | Reprezentacja Japonii | Reprezentacja Japonii |
| Rok                   | Mecze                 | Gole                  |
| --------------------- | --------------------- | --------------------- |
| 1927                  | 2                     | 1                     |
| Razem                 | 2                     | 1                     |